# Triumph Ricardo-serie
De Triumph Ricardo-serie is een kleine serie motorfietsen die het Britse merk Triumph in samenwerking met Ricardo plc produceerde van 1922 tot 1927.

## Voorgeschiedenis
Voor de Eerste Wereldoorlog had Triumph al met wisselend succes deelgenomen aan de Tourist Trophy op het eiland Man, maar vanaf 1915 leverde het de 500cc-motorfietsen die daar mochten starten niet meer. Er was nog wel een sportmotor, de Triumph Model D TT Roadster, maar die mat 550 cc, had nog riemaandrijving, geen koppeling of versnellingsbak en werd vooral gebruikt in weg-, terrein- en strandraces, betrouwbaarheidsritten en heuvelklimwedstrijden in Australië en Nieuw-Zeeland. Of een 500cc-model Triumph had geholpen is de vraag, want het maakte uitsluitend zijkleppers. Tijdens de TT van 1921 liet AJS zien wat er nodig was. Het 350cc-AJS TT Model bezette de eerste vier plaatsen in de Junior TT, maar Howard R. Davies won met een dergelijke machine ook de 500cc-Senior TT. De AJS had dan ook een kopklepmotor.

## Triumph Model R
Na de Eerste Wereldoorlog ging de begaafde vliegtuigmotorontwerper majoor Frank Halford bij het technische adviesbureau Engine Patents Ltd. van Harry Ricardo werken. Hij had al geracet met Triumph-zijkleppers, maar nu kon hij beschikken over de middelen en de technische kennis van Ricardo. Hij nam de 550cc-zijklepmotor van een Triumph Model SD om die om te bouwen tot 500cc-kopklepper. Het Model SD was een logische keuze, want het had een drieversnellingsbak en kettingaandrijving. Hij moest de motor terugbrengen naar 500 cc om deel te kunnen nemen aan de TT van Man. Het carter liet hij feitelijk ongemoeid. Zelfs de slag van 97 mm bleef gelijk, maar Halford bracht de boring terug van 85 mm naar 80,9 mm, waardoor de cilinderinhoud op 499,1 cc kwam. De cilinder draaide hij uit een massief stuk staal en hij maakte een aluminium zuiger. De cilinderkop maakte hij uit een bronslegering. Op de plaats van de kleppen kwamen nu stoterstangen die twee tuimelaars aanstuurden. Die bedienden elk twee kopkleppen, waardoor de motor vier kleppen had. Halford won een aantal races, zelfs tegen motorfietsen met een grotere cilinderinhoud, wat de aandacht van de Triumph-fabriek trok.
Triumph had nog nooit een kopklepmotor gemaakt en benaderde Halford en Harry Ricardo met het doel de motor in het modellenprogramma van Triumph op te nemen. De naam van Halford werd er niet aan verbonden, de officiële naam van de nieuwe racer werd Triumph Model R, waarbij de "R" voor "Ricardo" stond.
De Triumphs waren echter niet gelijk aan de originele motor van Frank Halford. Mogelijk werd dat veroorzaakt door fabricageproblemen, patentrechten of kostenoverwegingen, maar de bronzen cilinderkop werd niet meer gebruikt en de stalen cilinder was nu van gietijzer. In de TT van 1921 werden al enkele van deze machines nog als Triumph Model SD ingezet, maar ze waren trager dan de zijkleppers van Triumph, waarmee Freddie Edmond zelfs een nieuw ronderecord van 56,4 mph reed. Frank Halford reed nog wel records op Brooklands. Dat (verharde) circuit verschilde echter enorm met de onverharde Snaefell Mountain Course op het eiland Man. Brooklands was een simpele kombaan, waarbij niet gestuurd hoefde te worden. De Mountain Course slingerde zich over het hele eiland, met bochten, snelle stukken en heuvelachtige delen. Daar leed de machine feitelijk onder het SD-frame, dat helemaal niet berekend was op de sterke motor. Fabrieksrijder Walter Brandish zei in 1922 dat de machine sneller kon dan hij wilde, een andere coureur vergeleek het frame met een tuinhek met een scharnier in het midden. Omdat de maximumsnelheid in het Verenigd Koninkrijk op dat moment 20 mph bedroeg, kon dat frame zijn taak in een normale Triumph SD gemakkelijk aan, maar met racesnelheden die 1½ maal hoger lagen was het een probleem. Dat gold overigens ook voor de velgrem in het voorwiel en de dummy belt rim brake achter en de Girder-achtige "fore and aft"-voorvork die naar voren en achteren kon bewegen, maar niet verticaal. Daardoor wijzigde de wielbasis en daarmee het stuurgedrag voortdurend. Brandish werd in de Senior TT van 1922 tweede met een zijklepper. Halford zette zijn Model R in, maar werd slechts dertiende. Tijdens de trainingen voor de Senior TT van 1923 gebruikte Brandish wel een Model R, maar hij viel in de bocht die toen nog O'Donnel's werd genoemd. Die bocht heeft sindsdien de naam Brandish Corner.

## Triumph Model R Fast Roadster
Het Model R was uitsluitend bestemd voor fabriekscoureurs, maar vanzelfsprekend sloeg het model ook bij normale klanten aan. Daarom werd in 1922 het Triumph Model R Fast Roadster als sportmotor geïntroduceerd. Dit model week nauwelijks af van de racer, maar was voorzien van een bagagerek en kon ook worden voorzien van carbidlampen en een knijpclaxon. Het monteren van een zijspan werd afgeraden. Dat was logisch, want het zwakke frame had al moeite genoeg met de vele pk's, maar in 1924 verschenen er toch foto's van een Fast Roadster met zijspan in de Triumph-catalogus. Dat was mogelijk het gevolg van de introductie van de Sidecar TT tijdens de TT van 1923. De meeste fabrikanten waren daar tegen, omdat ook hun frames niet geschikt waren voor snel rijden met een zijspan.

## Triumph Model IR
In het laatste productiejaar kreeg de "Triumph Ricardo" een mechanische oliepomp die aan de rechterkant van de krukas werd aangedreven. Het was echter nog steeds een total loss-smeersysteem, maar de bestuurder hoefde nu geen handpompje meer te gebruiken. Deze machine kreeg de naam Model IR, maar waar de "I" voor stond is niet bekend.

### Motor
De motor was een dwarsgeplaatste staande eencilinder met luchtkoeling. De ontsteking werd verzorgd door een magneet, die vanaf het nokkenwiel via een kettinkje werd aangedreven. De carburateur was door Triumph zelf ontwikkeld. De machine had nog het gebruikelijke total loss-smeersysteem, met een apart compartiment voor de olie in de flattank, waarbij de bestuurder na een aantal mijlen een klap op het handpompje moest geven om de motor te smeren. In 1927 werd het handpompje vervangen door een mechanische pomp rechts op het carter. De boring bedroeg 80,94 mm, de slag 97 mm en de cilinderinhoud 499,1 cc.

### Transmissie
De aandrijflijn kwam rechtstreeks van het Model SD. Links op de krukas dreef een tandwiel de primaire ketting aan. In de koppeling zat een veer die als transmissiedemper dienst deed. Dat gaf het Model SD ook zijn naam: Spring Drive. De koppeling zelf was een meervoudige natte plaatkoppeling en ernaast zat de Triumph-drieversnellingsbak met kickstarter. Van daar af werd de secundaire aandrijving verzorgd door een lange ketting, bij het Model R onder een klein kettingschermpje, bij de Model R Fast Roadster was dat iets forser uitgevoerd.

### Rijwielgedeelte
Ook het rijwielgedeelte kwam van het Model SD. Het was een open brugframe met de motor als dragend deel. De voorvork was aanvankelijk een girder-achtig exemplaar (fore-and-aft), dat alleen horizontaal kon bewegen. Hij veerde dus niet in en uit, maar naar voren en naar achteren. Deze vork gaf de normale Triumph-modellen al een slechte naam, omdat de wielbasis en daarmee het stuurgedrag voortdurend wijzigde. In deze tijd zonder verharde wegen was dat een groot nadeel, dat bij het racen nog eens werd versterkt. Daarom werd de voorvork rond 1924 vervangen door een Druid-parallellogramvork. Toen werd ook de velgrem in het voorwiel vervangen door een 5 inch-trommelrem. De machine had geen achtervering en als achterrem diende de poelie die nog uit de tijd van de riemaandrijving stamde. Deze dummy belt rim brake werd nooit vervangen. Het Model R was om gewicht te sparen karig uitgerust, waarschijnlijk werd voor races zelfs de kickstarter verwijderd. De Model R Fast Roadster had iets forsere spatborden, een bagagerek en kon ook worden voorzien van accessoires, zoals tasjes voor het boordgereedschap en carbidlampen.

## Einde productie
Eind 1927 werd de productie van de Ricardo-modellen beëindigd. In de TT van Man had het model al jaren geen indruk meer gemaakt, terwijl de productiekosten van de vierklepskoppen vrij hoog waren. Concurrenten als het Norton Model 18 en vanaf 1927 de snelle Norton CS1 en de HRD-JAP van Howard R. Davies waren veel succesvoller. Rudge bracht later de Rudge Ulster-modellen uit, die ook vierklepskoppen hadden en die tot aan de Tweede Wereldoorlog overleefden.

## Afbeeldingen

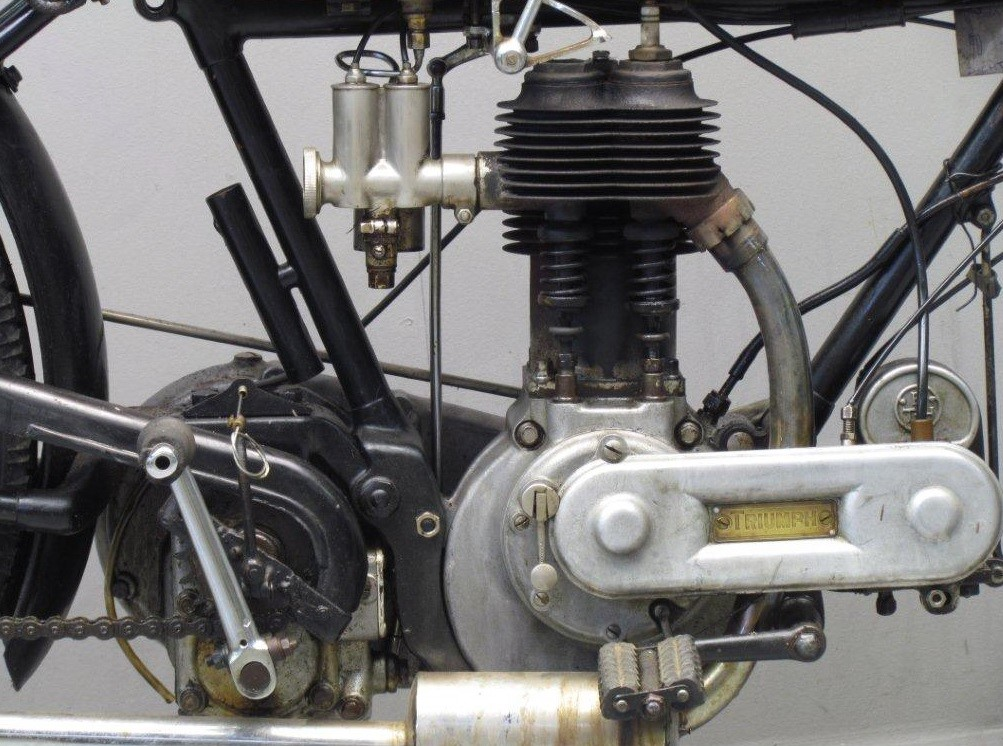
Het oorspronkelijke 550cc-zijklepblok van het Triumph Model SD
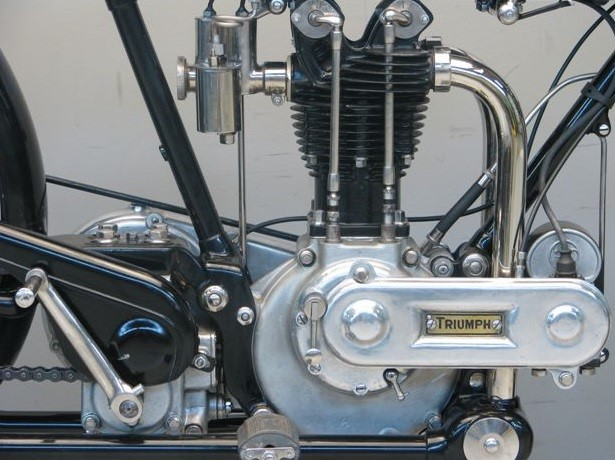
Bij het Ricardo-blok werden de zijkleppen vervangen door stoterstangen en tuimelaars
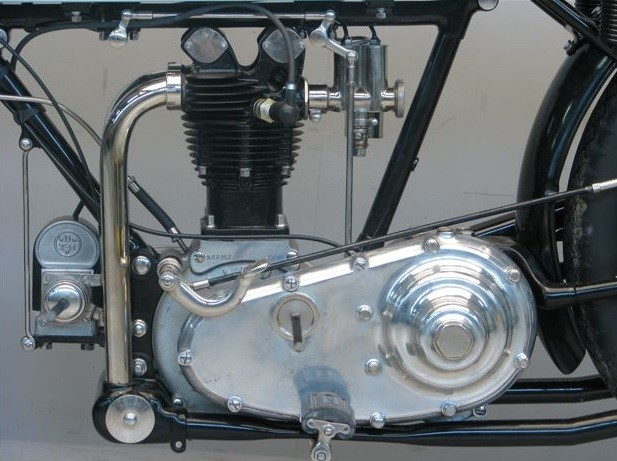
De linkerkant van het blok met het moeilijk te bereiken rempedaal en de uitstulping op het zijdeksel waar de transmissiedemper achter zit.
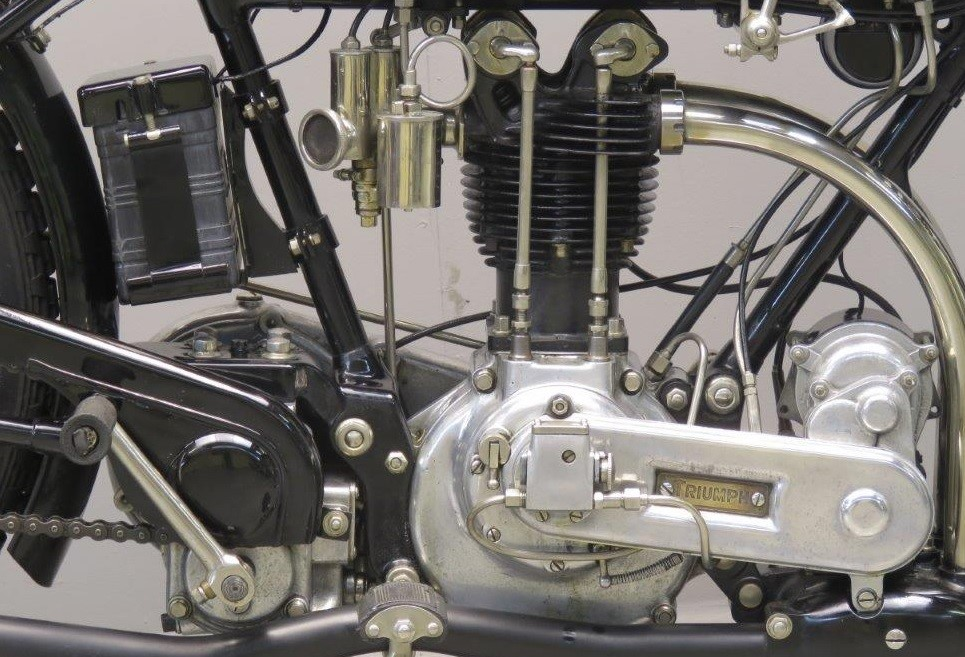
Het Model IR kreeg een oliepomp op het carter

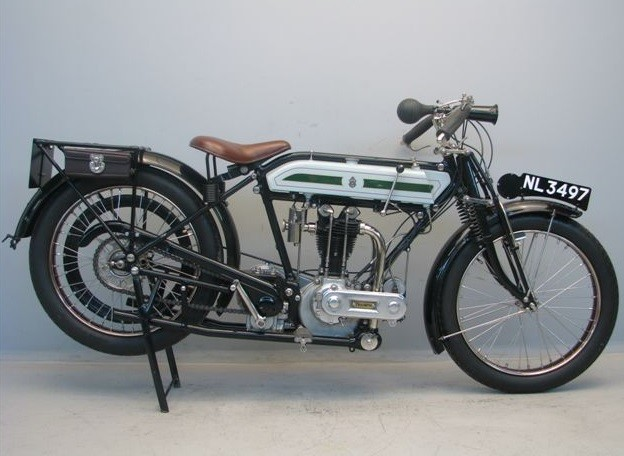
Model R Fast Roadster uit 1922
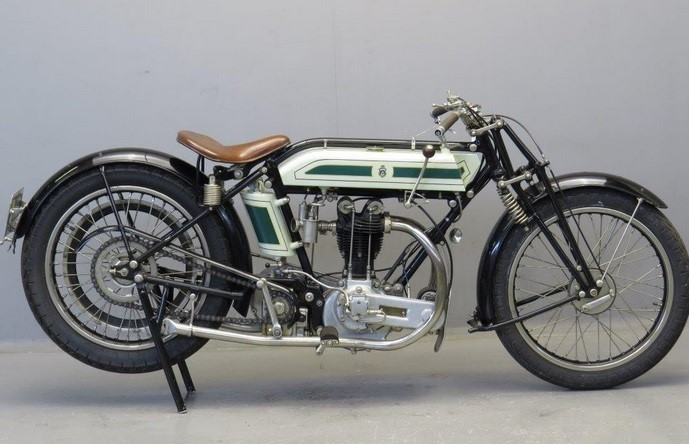
Model R uit 1924
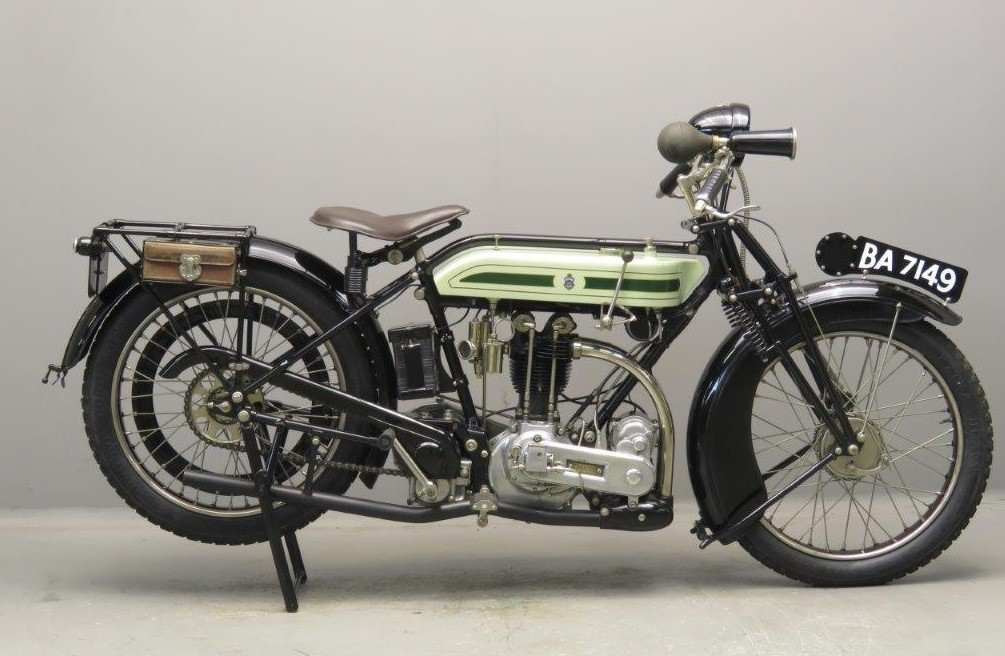
Model IR uit 1927

## Technische gegevens
| Triumph Model          | R                                                     | R Fast Roadster                                       | IR                                                    |
| ---------------------- | ----------------------------------------------------- | ----------------------------------------------------- | ----------------------------------------------------- |
| Periode                | 1922-1926                                             | 1922-1926                                             | 1927                                                  |
| Categorie              | Wegracer                                              | Sportmotor                                            | Sportmotor                                            |
| Motortype              | Kopklepmotor                                          | Kopklepmotor                                          | Kopklepmotor                                          |
| Bouwwijze              | Dwarsgeplaatste staande eencilinder                   | Dwarsgeplaatste staande eencilinder                   | Dwarsgeplaatste staande eencilinder                   |
| Koeling                | Lucht                                                 | Lucht                                                 | Lucht                                                 |
| Boring                 | 80,94 mm                                              | 80,94 mm                                              | 80,94 mm                                              |
| Slag                   | 97 mm                                                 | 97 mm                                                 | 97 mm                                                 |
| Cilinderinhoud         | 499,1 cc                                              | 499,1 cc                                              | 499,1 cc                                              |
| Carburateur(s)         | Triumph                                               | Triumph                                               | Triumph                                               |
| Smeersysteem           | total loss                                            | total loss                                            | total loss                                            |
| Max. Vermogen          | 20 pk bij 4.600 tpm                                   | 20 pk bij 4.600 tpm                                   | 20 pk bij 4.600 tpm                                   |
| Primaire aandrijving   | Ketting                                               | Ketting                                               | Ketting                                               |
| Koppeling              | Meervoudige natte plaat                               | Meervoudige natte plaat                               | Meervoudige natte plaat                               |
| Versnellingen          | 3                                                     | 3                                                     | 3                                                     |
| Secundaire aandrijving | Ketting                                               | Ketting                                               | Ketting                                               |
| Rijwielgedeelte        | Open brugframe                                        | Open brugframe                                        | Open brugframe                                        |
| Voorvork               | Girder-type Triumph, vanaf 1924: Druid parallellogram | Girder-type Triumph, vanaf 1924: Druid parallellogram | Girder-type Triumph, vanaf 1924: Druid parallellogram |
| Achtervork             | Star                                                  | Star                                                  | Star                                                  |
| Voorrem                | Velgrem, vanaf 1924: trommelrem                       | Velgrem, vanaf 1924: trommelrem                       | Velgrem, vanaf 1924: trommelrem                       |
| Achterrem              | Dummy belt rim brake                                  | Dummy belt rim brake                                  | Dummy belt rim brake                                  |